# أدريان فرتيجر
أدريان فيرتيجر، مصمم خطوط طباعية سويسري، ولد في 24 أيار عام 1928 وتوفي في 10 أيلول عام 2015. تأثر في منتصف القرن العشرين بالتوجهات الحاصلة في صناعة تصميم الخطوط والتي امتدت إلى بداية القرن الواحد والعشرين، حيث امتدت مهنته إلى مجالات مختلفة مثل صناعة الحروف بالمعدن الساخن والتنضيد الضوئي والتنضيد الرقمي حتى وفاته. عاش في بريمجارتن في سويسرا.
من أشهر الأعمال التي قام بتصميمها خط يونيفرس وخط فرتيجر وخط أفينير وهي خطوط تنتمي لعائلة خطوط الـ sans-serif أي غير المذيلة.

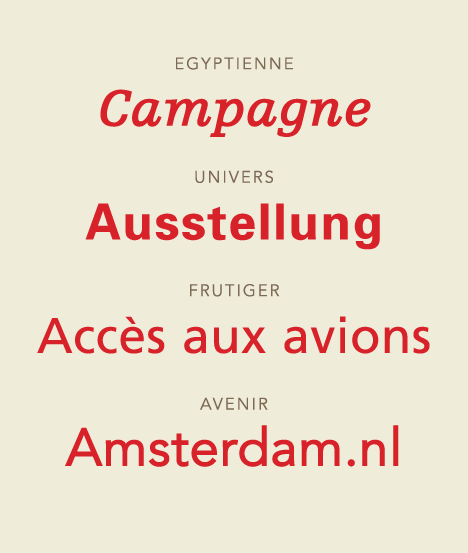
نماذج من خطوط صمّمها أدريان فيرتيجر